# Fernando Luna
Fernando Luna (* 24. April 1958 in Ciudad Real) ist ein ehemaliger spanischer Tennisspieler.

## Leben
Luna trat ab 1977 bei Tennisturnieren an. Seine erste Partie gewann er im Oktober 1977 in Barcelona, in der Folge konnte er jedoch zunächst keine nennenswerten Erfolge erzielen. Im Juni 1979 stand er beim Grand-Prix-Turnier in Berlin im Halbfinale. Im Jahr darauf bezwang er in Nizza unter anderem Yannick Noah und war im Halbfinale Björn Borg unterlegen. 1981 stand er im Halbfinale der Turniere von Båstad und Bordeaux, 1982 im Halbfinale von Nizza und Boston. Auch im folgenden Jahr waren seine besten Ergebnisse Halbfinalteilnahmen, diesmal in Nizza und Bordeaux. 1984 stand er in Aix-en-Provence erstmals in einem Finale, in welchem er gegen Juan Aguilera verlor. Die nächsten Jahre verliefen ohne nennenswerte Resultate, erst 1988 erreichte er in Madrid sein zweites Finale. In der Partie gegen Kent Carlsson gelangen ihm jedoch nur drei Spielgewinne. Nach einer Halbfinalteilnahme in Prag, wo er unter anderem Horst Skoff und Miloslav Mečíř bezwingen konnte, spielte Luna ab 1989 vermehrt auf der ATP Challenger Tour. Dort gelang ihm im Alter von fast 32 Jahren sein erster und einziger Turniersieg, als er 1990 im Finale von Parioli gegen Magnus Larsson siegreich blieb. Im selben Jahr stand er im Finale von Tampere, wo er Renzo Furlan unterlag. 1991 beendete er seine Karriere. Die höchste Notierung in der Tennis-Weltrangliste erreichte er 1984 mit Position 33 im Einzel sowie 1988 mit Position 407 im Doppel.
Sein bestes Einzelergebnis bei einem Grand-Slam-Turnier war das Erreichen des Achtelfinales der French Open 1983. Dort unterlag er dem Franzosen Christophe Roger-Vasselin. In der Doppelkonkurrenz konnte er sich nie für ein Grand-Slam-Turnier qualifizieren.
Luna spielte zwischen 1979 und 1986 13 Einzelpartien für die spanische Davis-Cup-Mannschaft und gewann davon neun. Zwischen 1980 und 1984 trat er im World Team Cup für Spanien an.

## Turniersiege
| Legende                       |
| Grand Slam                    |
| Tennis Masters Cup            |
| ATP Masters Series            |
| ATP International Series Gold |
| ATP International Series      |
| ATP Challenger Tour (1)       |

### Einzel
| Nr. | Datum | Turnier | Belag | Finalgegner    | Ergebnis      |
| --- | ----- | ------- | ----- | -------------- | ------------- |
| 1.  | 1990  | Parioli | Sand  | Magnus Larsson | 6:3, 4:6, 6:4 |